# Старе Жаге
Старе Жаге (словен. Stare Žage) су насељено место у општини Долењске Топлице, регија Југоисточна Словенија, Словенија.

## Историја
До територијалне реорганизације у Словенији биле су у саставу старе општине Ново Место.

## Становништво
У попису становништва из 2011. године, Старе Жаге су имале 38 становника.
| Број становника према пописима | Број становника према пописима | Број становника према пописима |
| ------------------------------ | ------------------------------ | ------------------------------ |
| 1991                           | 2002                           | 2011                           |
| 40                             | 36                             | 38                             |